# Kumiałka
Kumiałka – wieś w Polsce położona w województwie podlaskim, w powiecie sokólskim, w gminie Janów.
W latach 1975–1998 miejscowość administracyjnie należała do województwa białostockiego.
Na południe od wsi płynie rzeka Kumiałka.
Wierni kościoła rzymskokatolickiego należą do parafii św. Jerzego w Janowie.